# Callithrix jacchus
Callithrix jacchus là một loài động vật có vú trong họ Cebidae, bộ Linh trưởng. Loài này được Linnaeus mô tả năm 1758.
Ban đầu loài này sinh sống ở bờ biển đông bắc Brazil, ở các bang Piaui, Paraiba, Ceará, Rio Grande do Norte, Pernambuco, Alagoas và Bahia. Thông qua việc thả (cả cố ý và không chủ ý) các cá thể bị nuôi nhốt, loài này đã mở rộng phạm vi kể từ những năm 1920 đến Đông Nam Brazil (lần đầu tiên nhìn thấy chúng trong tự nhiên ở Rio de Janeiro là vào năm 1929), nơi chúng trở thành một loài xâm lấn, làm dấy lên lo ngại về di truyền sự ô nhiễm của các loài tương tự, chẳng hạn như Callithrix aurita, và ăn thịt chim yến và trứng.
Trình tự toàn bộ bộ gen của một con cái loài này được công bố vào ngày 20 tháng 7 năm 2014. Loài này trở thành Khỉ thế giới mới đầu tiên được giải trình tự bộ gen. 

## Hình ảnh

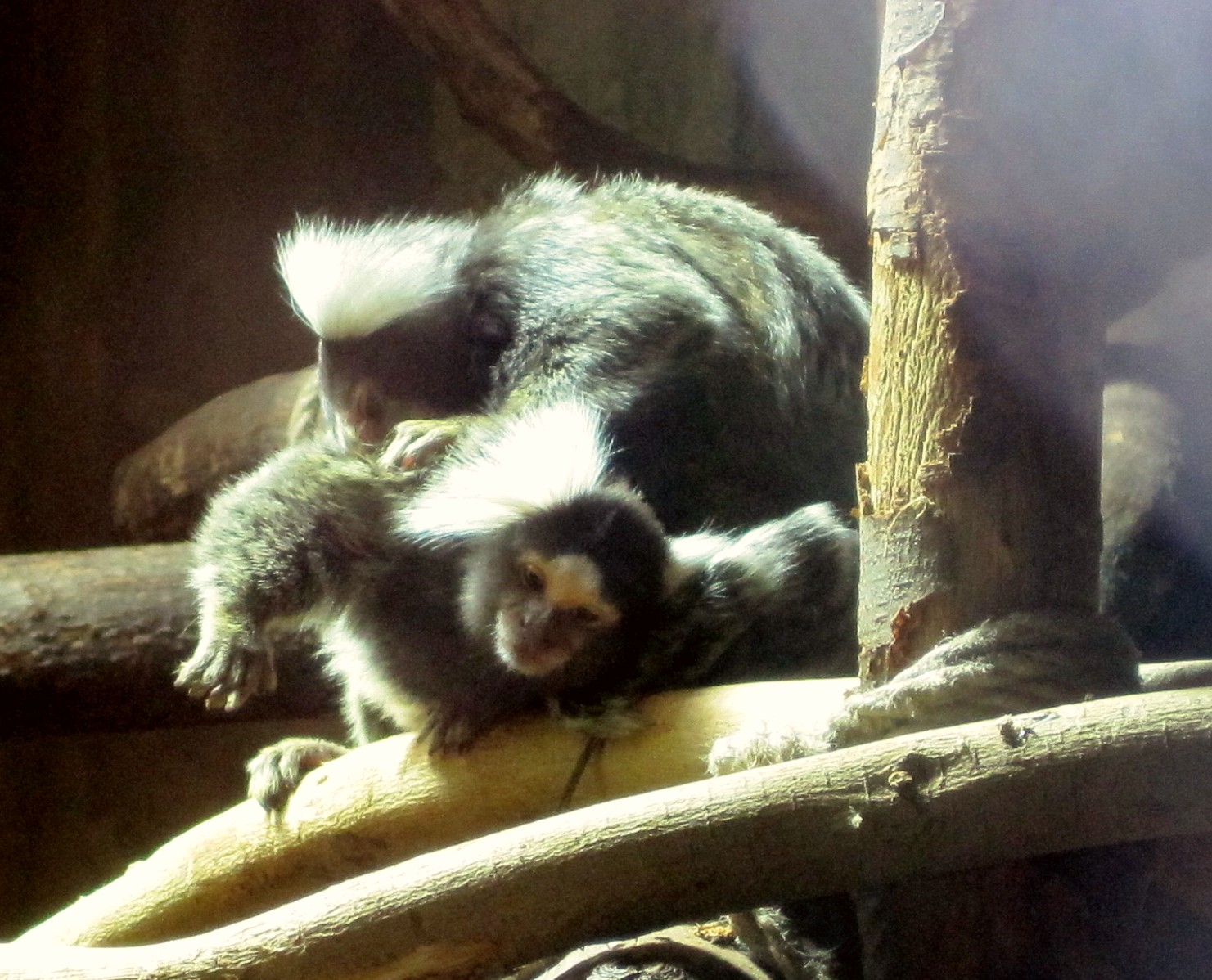
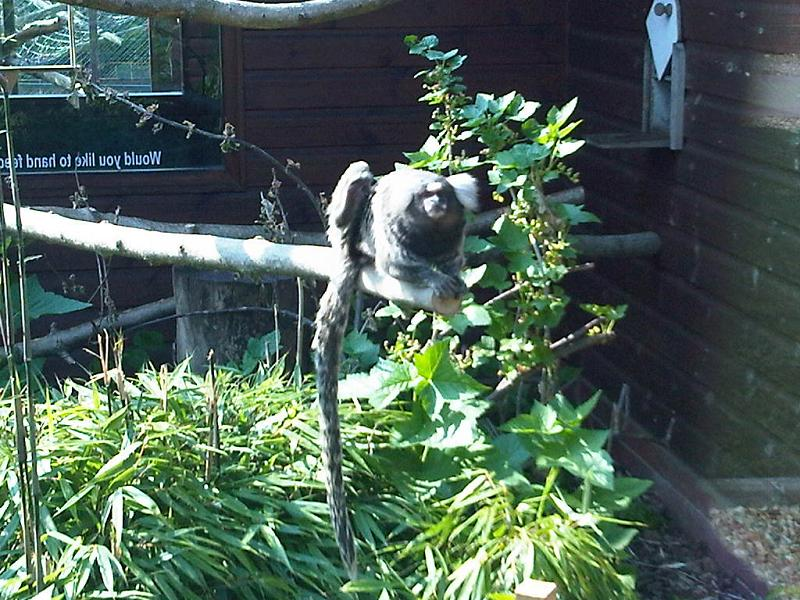
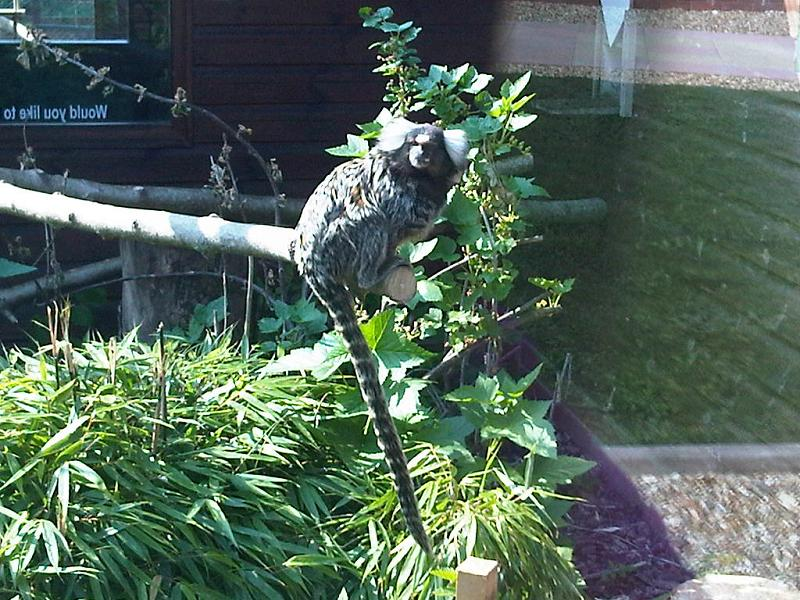
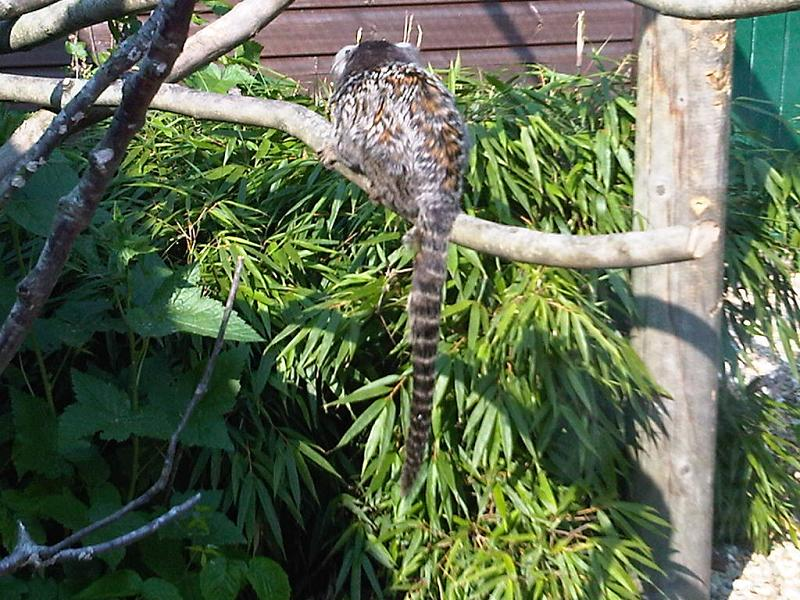